# Pintopinna
Pintopinna – wymarły rodzaj owadów z rzędu świerszczokaraczanów i rodziny Protophasmatidae, obejmujący tylko jeden znany gatunek: Pintopinna martinsnetoi.
Rodzaj ten wprowadzony został w 2015 przez Daniła Aristowa dla pojedynczego gatunku, opisanego w 1999 przez Iraję Damianiego Pintę jako Paranarkemina martinsnetoi. Epitet gatunkowy nadano na cześć Rafaeka Gioi Martinsa-Neto. Rodzaj Paranarkemina po rewizji Daniła Aristowa z 2014 należy do rodziny Cnemolestidae w rzędzie Cnemolestoidea. Jedynym znanym okazem jest skamieniałość przedniego skrzydła, odnaleziona w brazylijskiej formacji Botiuva i pochodząca z piętra sakmaru w permie.
Owad ten miał przednie skrzydło o polu kostalnym na wysokości nasady sektora radialnego 2,5 raza szerszym od pola subkostalnego, żyłce medialnej zaczynającej się rozgałęziać za środkiem skrzydła, przedniej odnodze żyłki medialnej zlanej z sektorem radialnym oraz pierwszej żyłce analnej zakończonej na drugiej analnej. Przednia żyłka kubitalna najpierw otrzymywała żyłkę M5, dalej przybierała kształt litery „S”; jej rozgałęzienia tworzyły przedni i tylny grzebień, między którymi istniało stopniowe przejście.